# Markéta Janáková
Markéta Janáková (Dvůr Králové nad Labem, 1º ottobre 1987) è una pilota motociclistica ceca ritiratasi dall'attività agonistica.

## Carriera
Nel 2003, mentre era al comando del campionato nazionale classe 125, debuttò nel motomondiale come wild card al Gran Premio della Repubblica Ceca, alla guida di una Honda RS 125 R del team Heron Racing, si qualificò 34ª, concludendo la gara in 25ª posizione.
Nella stagione successiva esordì sempre in 125 al Gran Premio d'Olanda, sesta prova del campionato, con una Honda del team Angaia Racing. Nonostante le condizioni di bagnato e la non conoscenza del tracciato, la Janáková riuscì a qualificarsi 35ª.
Concluse la gara in ventisettesima posizione e fu riconfermata per il resto del campionato. Al Gran Premio di Gran Bretagna fu sostituita dall'allora esordiente Raffaele De Rosa. Il suo miglior risultato stagionale fu un 23º posto al Gran Premio del Giappone.
Nel 2005 prende parte al campionato Europeo della classe Superstock 600, correndo quattro gare con una Yamaha YZF R6 del team WLB Racing, senza ottenere punti per la classifica piloti. Nella stessa stagione e con la stessa motocicletta, disputa il Gran Premio di Imola nel Campionato Italiano Supersport come pilota wild card senza punti classificandosi ventottesima.
Dal 2006 al 2008 ha partecipato al campionato tedesco Supersport, alla Suzuki GSX-R 750 European Cup, al campionato europeo Femminile e ad alcune gare del campionato Alpe Adria. La sua ultima gara prima di ritirarsi dall'agonismo è stata al circuito di Oschersleben nel 2009, quando ho corso la prova valida per il campionato mondiale Endurance.

## Risultati nel motomondiale
| 2003 | Classe | Moto  |  |  |  |  |  |  |  |  |  |    |  |  |  |  |  |  | Punti | Pos. |
| ---- | ------ | ----- |  |  |  |  |  |  |  |  |  | -- |  |  |  |  |  |  | ----- | ---- |
| 2003 | 125    | Honda |  |  |  |  |  |  |  |  |  | 25 |  |  |  |  |  |  | 0     |      |

| 2004 | Classe | Moto  |  |  |  |  |  |    |     |    |  |    |    |    |    |     |  |    | Punti | Pos. |
| ---- | ------ | ----- |  |  |  |  |  | -- | --- | -- |  | -- | -- | -- | -- | --- |  | -- | ----- | ---- |
| 2004 | 125    | Honda |  |  |  |  |  | 27 | Rit | NQ |  | 28 | 24 | 23 | NQ | Rit |  | NQ | 0     |      |

| Legenda | 1º posto        | 2º posto            | 3º posto            | A punti      | Senza punti        | Grassetto – Pole position Corsivo – Giro più veloce |
| Legenda | Gara non valida | Non qual./Non part. | Ritirato/Non class. | Squalificato | '-' Dato non disp. | Grassetto – Pole position Corsivo – Giro più veloce |